# Расшеватка (станция)
Расшева́тка — железнодорожная станция Минераловодского региона Северо-Кавказской железной дороги, находящаяся в городе Новоалександровске Ставропольского края на линии Кавказская — Передовая.

## Сообщение по станции
По состоянию на август 2015 года по станции курсируют следующие поезда пригородного сообщения:
| Пригородное | Пригородное             | Пригородное | Пригородное             |
| № поезда    | Маршрут движения        | № поезда    | Маршрут движения        |
| ----------- | ----------------------- | ----------- | ----------------------- |
| 6939/6949   | Ставрополь — Кавказская | 6940/6942   | Кавказская — Ставрополь |

### Дальнее
По состоянию на июль 2016 года по станции курсируют следующие поезда дальнего следования:
| № поезда                         | Маршрут движения                 | № поезда                         | Маршрут движения                 |
| Круглогодичное обращение поездов | Круглогодичное обращение поездов | Круглогодичное обращение поездов | Круглогодичное обращение поездов |
| -------------------------------- | -------------------------------- | -------------------------------- | -------------------------------- |
| 77                               | Ставрополь — Москва              | 78                               | Москва — Ставрополь              |
| Сезонное обращение поездов       |                                  |                                  |                                  |
| 687                              | Ставрополь — Кавказская          | 688                              | Кавказская — Ставрополь          |